# مارتن ديشان
مارتن ديشان هو مغني كندي، ولد في 23 يونيو 1970 في مونتريال في كندا.

## وصلات خارجية
- الموقع الرسمي
- مارتن ديشان على موقع IMDb (الإنجليزية)
- مارتن ديشان على موقع ميوزك برينز (الإنجليزية)
- مارتن ديشان على موقع أول ميوزيك (الإنجليزية)
- مارتن ديشان على موقع ديسكوغز (الإنجليزية)
- مارتن ديشان على موقع قاعدة بيانات الفيلم (الإنجليزية)